# Günter Mittag

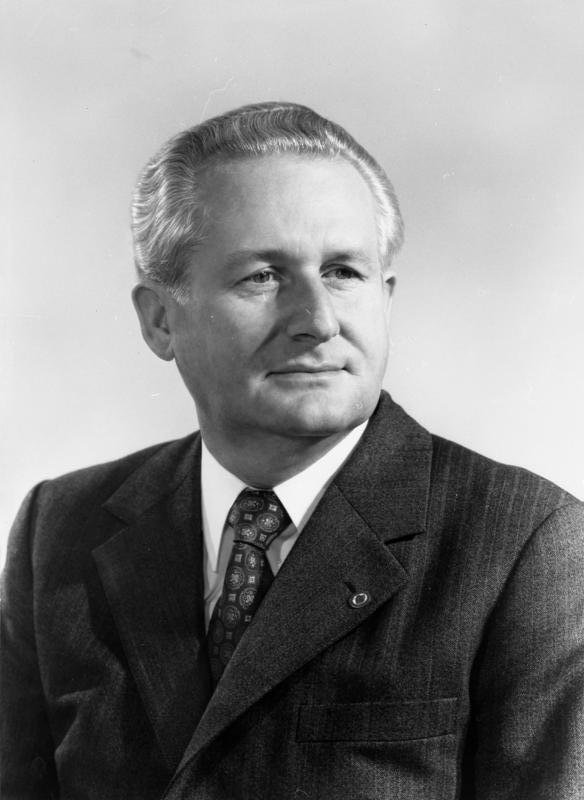
Günter Mittag, 1976

Günter Mittag, född 8 oktober 1926 i Stettin; död 18 mars 1994 i Berlin, var en ledande politiker i DDR som medlem av centralkommitténs politbyrå 1966-1989. Han var ansvarig för planekonomins näringslivsfrågor i DDR.
Mittag växte upp i en arbetarfamilj och genomgick 1943-1945 en utbildning hos Deutsche Reichsbahn. 1956 avslutade han en distansutbildning med titeln Diplom-Wirtschafter. 1958 promoverade han vid Högskolan för trafikväsendet i Dresden med arbetet Die Überlegenheit der sozialistischen Organisation und Leitung im Eisenbahnwesen der DDR gegenüber dem kapitalistischen Eisenbahnwesen och fick titeln Dr. rer. oec.
Hans politiska karriär började 1945 då han gick med i KPD som 1946 blev SED, det statsbärande partiet i det som 1949 blev DDR. Han blev 1947 medlem i SED:s lokala ledning i Greifswald och fick ledande positionerna i den regionala FDGB-organisationen. 1958 blev han sekreterare vid politbyråns näringslivskommission. 1962 blev han medlem i partiets centralkommitté och 1963 ledamot av Volkskammer samt medlem av DDR:s statsråd. 
Han blev som ledare för byrån för industri- och byggväsendet ansvarig för utformningen av ett nytt ekonomiskt system tillsammans med Erich Apel som var tänkt att modernisera det östtyska näringslivet. Det kom bara att genomföras i mindre utsträckning efter politiskt motstånd. Han höll själv fast vid den statliga kontrollen av det östtyska näringslivet och drev igenom skapandet av kombinat i DDR 1980. Mittags ledande roll inom östtyska näringslivsfrågor stärktes när han blev centralkommitténs sekreterare för näringsliv 1976.
Liksom Erich Honecker var han passionerad jägare.
Mittag var ofta samtalspartner med västtyska politiker och näringslivsföreträdare. Mittag hade inte minst bra kontakter med Franz Josef Strauss med vilka han förhandlade fram miljardlån till DDR med under 1980-talet. Hans karriär i DDR fick sitt slut i samband med SED-regimens sammanbrott 1989. Han häktades i december 1989 men släpptes av hälsoskäl och pensionerades. 